# Mary Jane Rathbun
Pour les articles homonymes, voir Rathbun.
Mary Jane Rathbun est une biologiste carcinologiste spécialisée dans les invertébrés et spécifiquement les  crustacés, née le 11 janvier 1860 à Buffalo dans l'État de New York aux États-Unis et morte le 4 avril 1943 à Washington DC.
Mary J. Rathbun fit une carrière scientifique sans jamais avoir été au lycée mais son fort don d'observation et ses compétences lui ont permis d'intégrer tout d'abord la commission des pêches des États-Unis où elle débuta en tant que stagiaire puis employé pendant 3 ans.
Puis à partir de 1886, Mary J. Rathbun rejoint le prestigieux Musée national d'histoire naturelle des États-Unis (USNM) rattaché à la Smithsonian Institution à Washington DC travailla pendant plus de 28 ans.
Tout au long de sa carrière, elle publia tout d'abord 80 articles jusqu'en 1914 date à laquelle elle démissionna considérant que son salaire pouvait servir pour un scientifique plus jeune. Après sa démission, elle reçut le titre d'associé honoraire en zoologie et a continué son travail sur les collections d'invertébrés à l'USNM. Entre 1915 à 1937 Ses publications atteignirent un total de 166 publications. Ce qui lui permit d'acquérir un Master honoraire de l'université de Pittsburg puis il fut décidé qu'elle était largement qualifiée pour un doctorat de science qu'elle obtint de l'université George Washington.
L'intérêt zoologique principal de Rathbun était l'étude des crustacés, en particulier des crabes, à la fois récents et fossiles. À partir de 1884 et jusqu'en 1943, Mary J. Rathbun a étudié et mis au jour plus d'un millier d'espèces de crustacés et de sous-espèces ainsi que des taxa.
De plus, Mary Rathbun était une remarquable personne de petite taille 1,37 m qui a su s'imposer par ses dons naturels, sa forte détermination et un incroyable sens de l'humour.

## Biographie

### Jeunesse
Mary J. Rathbun est née le 11 janvier 1860 à Buffalo dans l'état de New York. Elle est la plus jeune des 5 enfants de Charles Rathbun, son père, d'origine anglaise descendant d'une lignée de tailleur de pierre ayant émigré au XVIIe siècle et de Jane Furey, sa mère d'origine irlandaise qui meurt alors que Mary n'a juste qu'un an,.
Elle fréquenta l'école et le collège Central de Buffalo (Central School of Buffalo) d'où elle sortit diplômée en 1878 avec les honneurs en anglais mais n'alla jamais au lycée. Elle arriva dans la vie avec le curriculum basique des connaissances des premières années de secondaires. Mais ses collègues du Smithsonian remarquèrent que la pratique de la langue française ou allemande ne lui pesait aucun problème. Elle avait des compétences très approfondies de la langue anglaise qu'elle n'a jamais cessé d'améliorer avec des lectures intensives de littérature et d'histoire. Par ailleurs, on note qu'elle avait des compétences exceptionnelles d'observation.
Waldo L. Schmitt décrit Mary Jane Rathburn ainsi : "c'était une femme soignée, une personne remarquablement douée tout en étant de petite taille environ 1,37 m avec des traits simples et forts, dotée d'une plus personnalité intéressante et engageante, avec un grand sens de l'humour."

### Début de carrière au Smithsonian

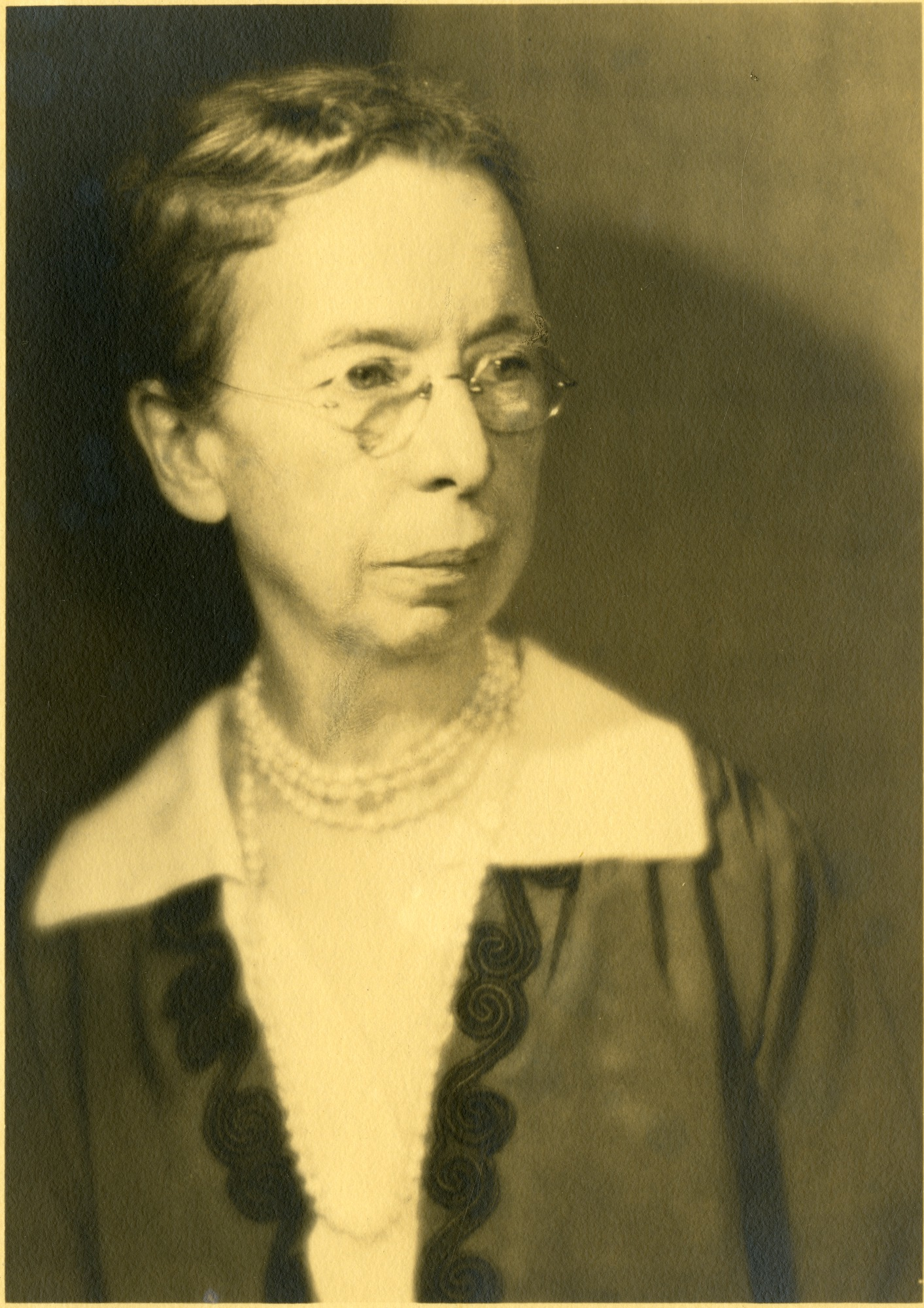
Mary Jane Rathbun (1860-1943)

La première fois que Mary J. Rathbun eut l'occasion de voir l'océan c'est en 1881 grâce à son frère Richard Rathbun en l'accompagnant à Woods Hole dans le Massachusetts, c'est aussi un tournant dans sa vie. À cette époque, Richard Rathbun faisait partie du personnel de la commission de pêche des États-Unis. C'est à partir de ce moment que Mary J. Rathbun commença à s'intéresser à la zoologie.
Par la suite, Richard Rathbun devint assistant scientifique du zoologiste américain Addison Emery Verrill attaché à l'université de Yale. Son travail consistait à trier, étiquettes les crustacés pour le chef assistant du Dr Verill, Spencer Fullerton Baird.
Mary. J. Rathbun commença à travailler de manière volontaire au cours des étés de 1881 à 1884. C'est à ce moment que son intérêt pour la zoologie devint une passion. Rathbun était fascinée par les mystères de la mer et poursuivait ses tâches de catalogage avec zèle. Son dévouement attira l'attention de Baird qui, en 1884, l'embauche pour travailler à plein temps dans la commission des poissons.
En 1884, elle fut nommée à un poste salarié de commis à la Fish Commission, où elle est restée jusqu'en 1886, date à laquelle elle a rejoint le personnel du Musée national d'histoire naturelle des États-Unis (USNM) qui est administrée par la Smithsonian Institution en tant que copiste au Département des invertébrés marins grâce à Baird qui avait déjà rejoint le Smithsonian.

### Exemples d'espèces nommées par Rathbun ou nommées en son honneur
En 1896, Rathbun entre dans les listes des invertébrés, le Callinectes sapides en anglais Blue cran, en français le nom devient Crabe bleu, et en espagnol Cangrejo azur  puis en 1898, elle entre le Calappa saussurei Rathbun, le small arch box crabe qui fut traduit petite migraine arche ainsi que la même année le Calappa sulcata Rathbun qui donne migraine jaune en français. Puis en 1902 elle entre le Bentheogennema borealis (Rathbun 1902) c'est-à-dire en anglais le Northern blunt-tail shrimp, en français la crevette du nord à la queue émoussée,
David Starr Jordan (1851-1931) et Barton Warren Evermann (1853-1932) lui dédient en 1896 le genre Rathbunella hypoplecta (en), un poisson de la famille des Bathymasteridae. On note aussi en 1898 l'apparition dans les listes de Calappa sulcata Rathbun 1898.  En 1913, Bartsch nomma également en l'honneur de Mary J. Rathbun  l'Acesta rathbuni (Bartsch 1913) la Lime géante de Rathbun. En 1930, on note aussi l'apparition du Callinectes rathbunae Contreras, ou le sharptooth swimcrab qui en français donne le crabe bailleresse, en 1935, l'entrée de Emerita rathbunae par Schmitt. En 1950, Holthuis entre dans les nomenclatures le  Macrobrachium rathbunae (hortfinger river shrimp) ou en français Bouquet petits doigts, en espagnol Cauque pulgarcito,.

### Rôle pendant la Première Guerre mondiale
Pendant la Première Guerre mondiale, elle a travaillé dans la section de Washington de la Croix-Rouge et a envoyé des trousses de soins aux scientifiques étrangers avec lesquels elle avait correspondu et à leurs familles.

### Publications scientifiques de Mary Jane Rathbun
Dans les 47 articles qu'elle a publié dans les années 1891-1904, 25 nouveaux genres et une nouvelle famille ont été diagnostiqués et 344 nouvelles espèces et 3 nouvelles sous-espèces décrites.
Pendant 28 ans, Rathbun travailla, pendant la plus grande période sans aide puis, en 1914, elle démissionna dans l'esprit de laisser sa place et son salaire de conservatrice adjointe chargée de la Division des crustacés à Waldo L. Schmitt un scientifique plus jeune. En 1915, lors de sa retraite, l'USNM lui attribua alors le titre "Associée de recherche honoraire" en zoologie, et elle continua à travailler sur la collection des invertébrés du Smithsonian. En 1916, elle obtint une maîtrise honorifique de l'Université de Pittsburgh. Il fut décidé que Mary Jane Rathbun avait toutes les qualifications pour un doctorat à l'Université George Washington en 1917.
Entre 1915 et 1937, Mary Rathbun a pu voir 84 de ses manuscrits, fossiles et récents, qu'elle avait achevés au cours du quart de siècle précédent. Parmi eux se trouvaient les quatre bulletins du National Museum comprenant ses manuels sur les Crabes d'Amérique.

### Publications posthumes
Deux petits papiers sur crustacés fossiles des Fidji (194-5) et du Pérou (1947), contenant les descriptions de 31 nouvelles espèces, ont été publiées à titre posthume. Les publications de Mlle Rathbun ont atteint le total de 166.
Mary J. Rathbun a décrit, tout compte fait, 1147 nouvelles espèces et sous-espèces, diagnostiqué 63 nouveaux genres et établi 5 catégories supérieures - une nouvelle superfamille, 3 familles et une sous-famille. Les nouvelles variétés, formes, noms et combinaisons à eux seuls totalisaient plus de cinquante,.
Rathbun était membre de l'Association américaine pour l'avancement des sciences, de l'Académie nationale des sciences et de la Wild Flower Préservation Society.
Parmi les legs dans son testament, il y avait 10 000 dollars à la Smithsonian Institution, à utiliser pour étudier les crustacés à la mémoire de son frère Richard.
Mary Jane Rathbun meurt chez elle de complications à la suite d'une fracture de la hanche à Washington DC à l'âge de 83 ans le 4 avril 1943.

## Taxa décrites en l'honneur de Mary J. Rathbun
- Hamatoscalpellum rathbunae (Pilsbry, 1907)
- Maera rathbunae Pearse, 1908
- Paromola rathbuni Porter Mosso, 1908
- Synalphaeus rathbunae Coutiere, 1909
- Candidiopotamon rathbunae De Man, 1914
- Pasiphaea rathbunae (Stebbing, 1914)
- Petrolisthes rathbunae Schmitt, 1916
- Periclimenes rathbunae Schmitt, 1924
- Alpheus rathbunae (Schmitt, 1924)
- Campylonotus rathbunae Schmitt, 1926
- Callinectes rathbunae Contreras, 1930
- Eriosachila rathbunae Maury, 1930
- Tritodynamia rathbunae Shen, 1932
- Sacculina rathbunae Boschma, 1933
- Pinnixa rathbunae Sakai, 1934
- Emerita rathbunae Schmitt, 1935
- Callianassa rathbunae Schmitt, 1935
- Solenocera rathbunae Ramadan, 1938
- Thunor rathbunae Armstrong, 1949
- Lysmata rathbunae Chace, 1970
- Xanthias rathbunae Takeda, 1976
- Cyphocarcinus rathbunae Griffin & Tranter, 1986
- Asterias rathbunae Britajev, 1989
- Lophaxius rathbunae Kensley, 1989
- Rhynchocinetes rathbunae Okuno, 1996
- Palaeopinnixa rathbunae Schweitzer & Feldmann, 2000
- Marratha Ng & Clark, 2003